# Comité d'Egerkingen

Logo.

Le comité d'Egerkingen (en allemand : Egerkinger Komitee) est une association suisse ayant pour but de lutter contre l'« islamisation » du pays. Le comité est formé en 2006 dans un hôtel de la commune d'Egerkingen à la suite de l'opposition suscitée par des demandes de construction de minarets dans trois localités suisses (Wangen bei Olten, Langenthal et Wil (SG)).  Il se constitue en 2015 en association.
Selon ses statuts, l'association vise à informer la population de l'étendue et des conséquences de l'islamisation en Suisse, notamment par des campagnes, des initiatives populaires et des référendums. Son siège est à Flaach. Proche de l'Union démocratique du centre (UDC), le comité d'Egerkingen est notamment connu pour avoir lancé deux initiatives populaires : l'initiative « Contre la construction de minarets » en 2008 et l'initiative « Oui à l'interdiction de se dissimuler le visage » en 2016, toutes deux acceptées en votation populaire,,,.
Le comité d'Egerkingen est présidé par le conseiller national UDC Walter Wobmann. L'ancien conseiller national UDC Ulrich Schlüer fait également partie de son comité. Selon la Neue Zürcher Zeitung, il compte 4 500 sympathisants. Il a notamment compté les anciens conseillers nationaux UDC Oskar Freysinger et Natalie Rickli et le conseiller national UDC Jean-Luc Addor parmi ses membres,,.
Le 1er octobre 2015, l'exécutif de la commune d'Egerkingen se distancie officiellement du comité, regrette le dégât d'image que ses positions idéologiques causent à la commune et le somme de ne plus utiliser son nom. Cet appel n'est pas suivi d'effet.
En automne 2019, lors de la campagne pour les élections fédérales, il fait l'objet d'une plainte pénale par le Parti libéral-radical (PLR) pour des affiches et des annonces dans lesquelles des candidats du PLR sont qualifiés de « protecteurs des islamistes » (Islamistenschützer),.

## Initiatives
Le comité a lancé deux initiatives populaires fédérales, toutes deux acceptées par le  peuple et les cantons : 
- « Contre la construction de minarets »
- « Oui à l'interdiction de se dissimuler le visage »[18].